# Andrzejów (powiat janowski)
Andrzejów – wieś w Polsce położona w województwie lubelskim, w powiecie janowskim, w gminie Godziszów.

## Historia wsi
Przy drodze do Węglisk znajduje się wpisana do rejestru zabytków Mogiła wojenna z 1812 roku w Andrzejowie.
26 maja 1942 żandarmeria niemiecka rozstrzelała we wsi 14 osób, z powodu przynależności do ruchu oporu. Udało się ustalić tożsamość tylko 8 ofiar.
Sołtysem Andrzejowa był późniejszy poseł na sejm IV kadencji Marian Widz. W latach 1975–1998 miejscowość należała administracyjnie do województwa tarnobrzeskiego. Według Narodowego Spisu Powszechnego (III 2011 r.) liczyła 656 mieszkańców i była trzecią co do wielkości miejscowością gminy Godziszów.